# 赤锡乡
赤锡乡是中华人民共和国福建省福州市永泰县下辖的一个乡。

## 行政区划
赤锡乡共辖15个行政村：
赤锡村、玉锡村、荷溪村、云岭村、白叶村、石竹村、淡油村、东坑村、蕉坪村、念后村、双桂村、下万村、溪门村、寿山村和石梯村。